# Seznam českých secesních architektů

Obecní dům v Praze architektů A. Balšánka a O. Polívky, jedna z nejvýznamnějších secesních staveb v Česku

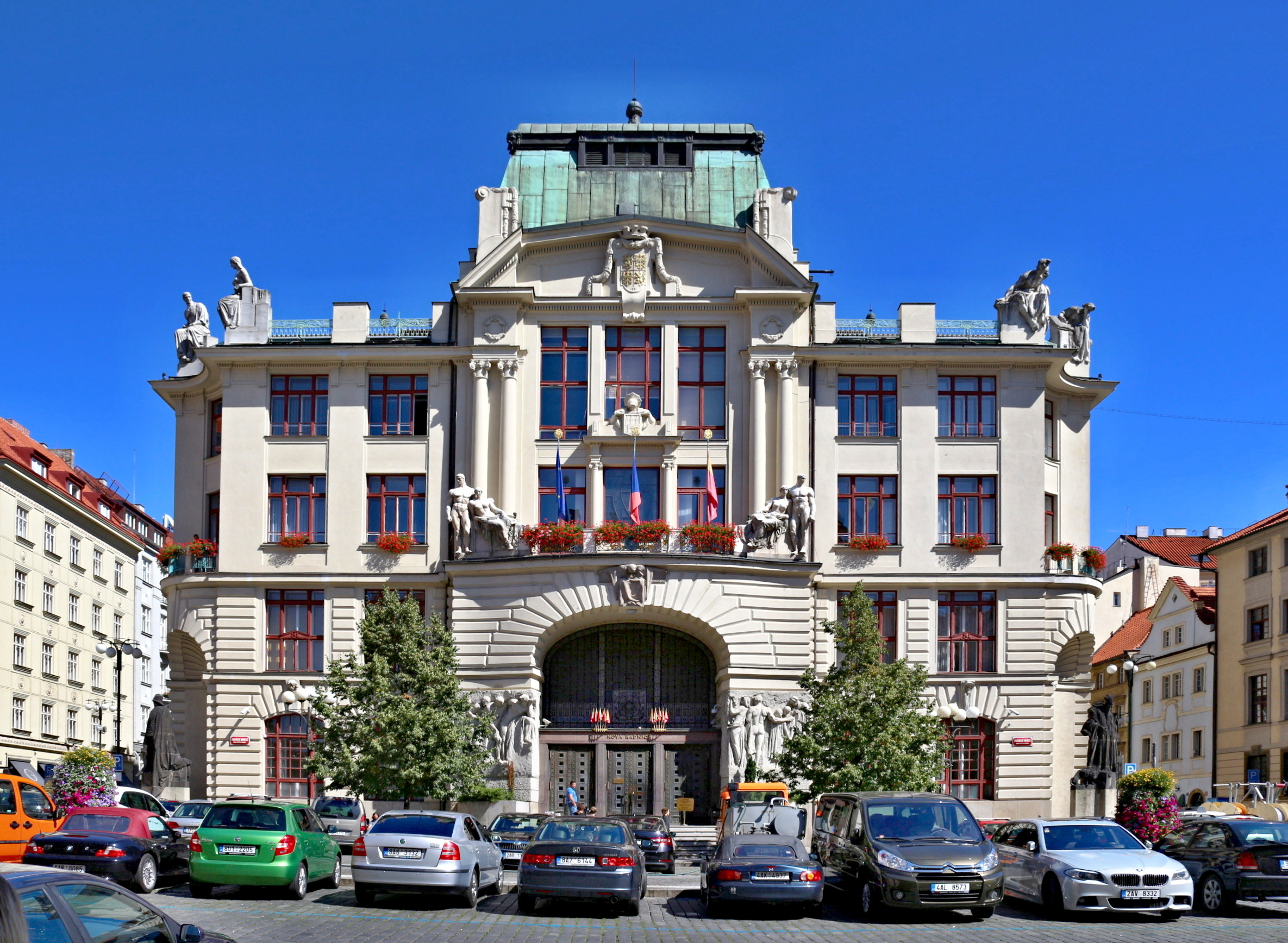
Nová radnice v Praze

Tento seznam zahrnuje architekty období secese (vídeňské secese, art nouveau, Jugendstil) pocházejících z českých zemí nebo zde působících.

## Abecední seznam architektů
- Leopold Bauer
- Otokar Bém
- Bedřich Bendelmayer
- Karl Benirschke
- Rudolf Bitzan
- Franz Blasch
- Antonín Blažek
- Matěj Blecha
- František Buldra (též funkcionalismus)
- Wenzel Bürger (částečně též moderna)
- Alois Čenský
- Alois Dryák
- Josef Fanta
- Dominik Fey
- František Fiala
- Eduard Frank
- Rudolf Frank
- Alois Geldner
- Hubert Gessner
- Ernst Gotthilf
- Rudolf Hampel
- Josef Hartel
- Robert Hemmrich
- Josef Hoffmann
- Dušan Jurkovič
- Clemens Kattner
- Celda Klouček (sochař)
- Jan Kotěra
- Jaroslav Kovář starší
- Bohumír Kozák
- Emil Králíček (též kubismus)
- Emil Králík
- Paul Lange
- Ernst Latzel
- Jan Letzel (autor „Atomového dómu“ v Hirošimě)
- Alois Masák
- Karel Vítězslav Mašek
- Anton Möller
- Alfons Mucha (také malíř)
- Bedřich Münzberger
- Josef Nebehosteny
- Alexander Neumann
- Felix Neumann
- Rudolf Němec
- Otakar Novotný
- Friedrich Ohmann
- Joseph Maria Olbrich (český rodák působil v Rakousku a Německu)
- Osvald Polívka
- František Sander
- Schilling & Gräbner
- Karel Starý starší
- Albert Vojtěch Velflík
- Jaroslav Vondrák
- Emil Weichert
- Václav Weinzettl
- Josef Wohanka
- Josef Zasche